# Перемиські архиєпархіяльні відомості
Перемиські архієпархіяльні відомості (пол. Przemyskie Wiadomości Archidiecezjalne) — греко-католицький щорічник, який є офіційним органом Перемишльсько-Варшавської унії архієпархії. Тематика журналу містить інформацію про історію, навчання та сучасне становище греко-католиків у Польщі. Журнал виходить українською та польською мовами. Секретар редакції — Влодзімєж Піліповіч